# Mehmet Yozgatlı
Mehmet Yozgatlı (né le 9 janvier 1979 à Melle, en Basse-Saxe) est un ancien footballeur turc reconverti en entraîneur.